# Savvatij (Vrabec)
Savvatij (občanským jménem Antonín Jindřich Vrabec; 3. února 1880 Žižkov – 14. prosince 1959 Praha) byl českým biskupem konstantinopolské pravoslavné církve a arcibiskupem pražským a celého Československa.

## Životopis
Jeho Blaženost Savvatij se narodil 3. února 1880 v rodině hodinářského mistra na Žižkově, tehdy poblíž Prahy. Po dokončení technické reálné školy v Karlíně (?) odcestoval v roce 1900 do Carského Ruska, kde nastoupil studium v Ufinském duchovním semináři.
V únoru 1902 byl postřižen na mnicha a přijal jméno Savvatij (strř. Σαββάτιος). Později v témže roce byl vysvěcen na diákona a v dubnu roku 1907 na kněze. V červnu 1907 absolvoval Kyjevskou duchovní akademii, kde získal titul kandidát bohosloví. V září roku 1907 se stal hlavním duchovním pro Volyňské české věřící. Od roku 1909 vyučoval v duchovním semináři v ukrajinském Klevani. V roce 1911 se na téže škole stal rektorem a igumenem a v roce 1914 archimandritou.
V době první světové války sloužil jako misionář v českém pozemním vojsku na Volyni. V roce 1919 se stal správcem monastýru v Melcích, v roce 1920 administrátorem Kovelského rajonu a rektorem Chełmského duchovního semináře.
Po 14 letech duchovní činnosti na Volyni 30. října 1921 odcestoval natrvalo do Prahy. Poté, co v roce 1903 založil svaz „Pravoslavná beseda“ (uk. Православна беседа), po válce organizoval nepolitické sdružení „Československý pravoslavný svaz“ (Чехословацкое общество православных), jehož cílem bylo založení samostatné pravoslavné církve v Československu. Tento svaz 15. června 1922 zvolil správce a biskupa, ačkoli k tomu nebyl[zdroj?] oprávněn, a ministerstvo tuto volbu potvrdilo (30. srpna 1922). Toto Чешское ортодоксальное религиозное общество se obrátilo na dva pravoslavné patriarchy, srbského Dimitrije a konstantinopolského Melétia IV. s prosbou vysvětit Savvatije na biskupa. Nedočkalo se však žádné odpovědi. Srbská církev čekala na výsledek vývoje situace uvnitř národní Československé církve husitské, která 25. září 1921 se souhlasem srbské církve vysvětila na biskupa Gorazda II. (Pavlíka). Savvatij po nějaké době odcestoval do Konstantinopole, a tam jej 4. března 1923, patriarcha Meletij IV. vysvětil na biskupa a arcibiskupa pražského a celého Československa. Jako arcibiskup musel spravovat tři eparchie: pražskou, marišskou a zakarpatskou. Srbský partriarcha Dimitrij poslal Meletijovi depeši s varováním o možném rozkolu českého pravoslaví.

## Závěr života a smrt
Za nacistické okupace strávil Savvatij tři roky (1942—1945) v koncentračním táboře Dachau, avšak ani po návratu do Prahy mu nebylo umožněno vykonávat duchovní službu. Za nové okupace Československa v roce 1948 se vzdal všech církevních hodnosti ve prospěch ruského arcibiskupa Jelefterije.
Savvatij zemřel 14. prosince 1959 v Praze. Jeho pohřeb sloužil pražský metropolita Ján (Kuchtin). Pochován byl v pravoslavné sekci na Olšanském hřbitově v Praze.